# Teixeira (Folgoso de Caurel)
Teixeira es una aldea española situada en la parroquia de Noceda, del municipio de Folgoso de Caurel, en la provincia de Lugo, Galicia.

## Demografía
| Gráfica de evolución demográfica de Teixeira entre 2000 y 2020 |
|                                                                |
| Datos según el nomenclátor publicado por el INE.               |